# Ракетохвостая сорока
Ракетохвостая сорока или пилохвостая сорока (лат. Temnurus temnurus) — вид птиц из семейства врановых. Единственный представитель рода Temnurus. Подвидов не выделяют.

## Описание
Длина тела 32-35 см; вес ок. 138 г. Относительно небольшая птица с длинным хвостом из 10 (не 12) перьев. Перья изогнуты таким образом, что хвост приобретает специфическую форму. Клюв довольно толстый, изогнутый. Оперение полностью чёрное, более тёмное и шелковистое на голове, груди и спине; более тусклое и блестящее на остальной части тела; клюв и ноги также чёрные. Цвет радужных оболочек тёмно-коричневый или красный. Половой диморфизм отсутствует.

## Биология
Рацион плохо изучен. Известно о питании насекомыми и другими беспозвоночными.
Моногамные птицы, пары остаются вместе годами, возможно, на всю жизнь. Размножаются ежегодно в период с апреля по июнь. Гнездо в форме уплощенной чашечки состоит из веточек и корешков; в его строительстве участвуют оба пола. В кладке 2 яйца. Насиживает только самка, а самец защищает гнездо, редко удаляясь от него. Птенцы рождаются слепыми, оба родителя заботятся о потомстве. Птенцы оперяются примерно через три недели, но остаются вблизи гнезда еще в течение полутора месяцев.

## Распространение
Разорванный ареал в Юго-Восточной Азии (юг Мьянмы, юго-запад Таиланда, Вьетнам, Лаос и Камбоджа) и Китае (Хайнань).